# Floronia zhejiangensis
Espèce
Floronia zhejiangensis est une espèce d'araignées aranéomorphes de la famille des Linyphiidae.

## Répartition
Cette espèce est endémique de la province du Zhejiang en Chine,.

## Systématique
Le nom valide complet (avec auteur) de ce taxon est Floronia zhejiangensis Zhu (d), Chen (d) & Sha (d), 1987.

### Étymologie
Son nom d'espèce, composé de zhejiang et du suffixe latin -ensis, « qui vit dans, qui habite », lui a été donné en référence au lieu de sa découverte, le Zhejiang.

### Publication originale
- (zh) Chuan-dian Zhu, Yin-fang Chen et Yu-hua Sha, « [A new species of spider of the genus Floronia from China (Araneae: Linyphiidae)] », Acta Zootaxonomica Sinica, Chine, vol. 12, no 2,‎ 1987, p. 139-141 (ISSN 1000-0739).